# Windom (Minnesota)
Windom – miasto w Stanach Zjednoczonych, w stanie Minnesota, w hrabstwie Cottonwood.